# 地方知行
地方知行（じがたちぎょう）とは、江戸時代に将軍あるいは大名が家臣に対して禄として与える知行を所領（地方〈じかた〉と呼ばれる土地）およびそこに付随する百姓の形で与え、支配させること。将軍が大名に土地を与える場合には特に大名知行（だいみょうちぎょう）と呼ばれている。
ここにおける地方知行の解説に大名知行は含めないが、必要に応じて大名知行の例についても言及するものとする。

## 概要
一般的に地方知行をするのは上中級の幕府の旗本および御家人、諸大名の上級家臣である。
知行のために給付された土地を知行地（ちぎょうち）もしくは給所（きゅうしょ）と呼んだ。大名知行地は領分（りょうぶん）と呼び、将軍の家臣である大名は領主（りょうしゅ）と呼ばれていた。それに対し、旗本知行地は知行所（ちぎょうしょ）と呼んだ。さらに幕府の御家人の場合は、格上である旗本の知行地である給所と区別する意味で給地（きゅうち）と呼称させた。これらは、石高単位で与えられたので、実際の行政単位と合致しないことも多く、さらには、1集落を複数の地頭で分割する相給が行われることも珍しくなかった。
彼らは地頭と呼ばれたが、中世の地頭とは異なり、職務上の必要による例外を除いては、城下町（幕府直属の旗本・御家人の場合は江戸）に在住する義務を負っていた。例外として、仙台藩では各家臣が仙台城の城下町と知行地との間を参勤交代していた。
また、旗本や大藩の上級家臣の中には独自の法制（地頭法）を持つ者もいたが、徴税権・司法権、その他の行政権などの所領に対する支配権（知行権）の行使は主君である将軍・大名によって規制されるのが一般的であり、時代が進むにつれてその傾向が強くなった。もっとも、所属する主家の方針や地頭である家臣の方針によってその強弱に格差があった。
これに対し、所領ではなく蔵米の形で与える知行を蔵米知行と呼ぶ。なお、大名知行の場合、一部が蔵米知行である場合は存在したが、知行全てが蔵米支給であった大名は存在しなかった。
明治維新後の版籍奉還によって、大名知行を含めた全ての地方知行は蔵米知行に一元化されることとなった。

## 地方召上と地方直
将軍や大名が家臣の知行を地方知行から蔵米知行に改めることを「地方召上（じかためしあげ）」と呼び、逆に蔵米知行から地方知行に改めることを「地方直（じかたなおし）」と呼んだ。伝統的に武士階層は土地（地方）をもって所領を与えられることを望んだことから、地方召上に懲罰的要素を含む場合や反対に地方直に恩賞的要素を含む場合もあった。
江戸時代初期には諸藩においては地方知行を行う例が多く蔵米知行は下級家臣に限られていたが、次第に大名の支配権力と財政基盤の強化のために上級家臣に対しても地方召上を行って蔵米知行に変更されることが多くなった。元禄時代に書かれたと考えられている諸藩諸侯の解説書『土芥寇讎記』によれば、当時243あった藩のうち地方知行が行われていたのは外様大名系の大藩を中心とした39藩に過ぎなかったという。ただし、前述のように地方召上には懲罰的な意味合いを持つ場合もあったために、移行の際の不手際がお家騒動に発展する可能性もあった。
これに対して比較的余裕があった幕府では、地方直を行って旗本の知行を蔵米知行から地方知行に改めることでこれまでの働きに対する恩賞とし、旗本たちの歓心を買うとともに将軍への忠誠を高めようとした。
徳川家康の関東移封後に伴う天正19年（1591年）の所領の再配分と関ヶ原の戦いと大坂の陣の両戦後に行った親藩・譜代大名および旗本に対する広範囲の加増・転封も地方直としての側面を持つが、幕府が地方直を目的として大規模に行ったものとしては、寛永10年（1633年）に行ったものと、元禄10年（1697年）に行った元禄地方直の2例がある。

## 地方知行の性格
地方知行の性格については歴史学者の間でも意見が分かれるが、大きく分けると、土地で知行を与える行為を中世のものとみなし、地方知行を中世の制度の名残として次第にそこから脱却して近世的な蔵米知行に移行していった考える説と、大名知行がその知行の全部あるいは一部分を必ず土地をもって与えていることから地方知行を近世幕藩体制の根幹とみなして蔵米知行はそれを補うものに過ぎないとする説の2つがある。

## 商場知行制
なお、諸藩のうち松前藩のみは一部の例外を除き大半が米の収穫のない土地を領有していたため、中級から上級の家臣に対して蝦夷地の特定の区域を「商場（あきないば）」と称して現地の蝦夷（アイヌ）との交易権を割り当て地方にかわる知行として与えていた。これを商場知行制（あきないばちぎょうせい）と呼ぶ。商場はおおむね蝦夷の人々の漁猟圏（イオル）にあわせ区分されており、知行主は年に一、二度、商船を送って交易し、入手した産品を松前城下の商人達へ売却し収入を得ていた。時代がすすむと商人に手数料を支払い交易を委ねるように変わっていった。これは18世紀初頭に場所請負制に移行することとなる。商場知行制成立前については、城下交易制が行われていた。
なお、下級藩士に対しては他藩と同様蔵米知行であった。